# باعث الجحيم: حساب (فلم)
باعث الجحيم: حساب (بالإنجليزية: Hellraiser: Judgment) هو فيلم رعب تم إنتاجه في الولايات المتحدة وصدر سنة 2018 بطولة راندي وين وهيذر لانجينكامب, وهو الجزء العاشر من سلسلة أفلام «باعث الجحيم».

## القصة
حول شخصان يحاولان العثور على قاتل مسلسل والانضمام إلى الشرطة مع المخبر كريتين ايجرتون وحفر اعمق في متاهة تصاعد من الرعب التي قد لا تكون من هذا العالم.

## الميزانية والإيرادات
كلف الفيلم 350,000 دولار وحقق أرباح تقدر بـ 401,259 دولار.

## وصلات خارجية
- مقالات تستعمل روابط فنية بلا صلة مع ويكي بيانات